# 東員町スポーツ公園陸上競技場
東員町スポーツ公園陸上競技場（とういんちょうスポーツこうえんりくじょうきょうぎじょう）は、三重県員弁郡東員町にある陸上競技場。東員町が施設を所有し、株式会社ヴィアティン三重ファミリークラブ（ヴィアティン三重の運営法人）が指定管理者として運営管理を行っている。
2023年（令和5年）2月1日より株式会社LA・PITAが命名権を取得し、LA・PITA東員スタジアム（ラピタとういんスタジアム）の呼称を用いている（後述）。

## 概要
400mトラックを備える陸上競技場で球技場としてサッカーでも使用される。かつては日本陸上競技連盟第3種公認競技場であったが、2017年（平成29年）10月15日限りで公認が廃止された。
日本フットボールリーグ（JFL）に所属するヴィアティン三重がホームグラウンドとして使用している。2019年（令和元年）11月29日にヴィアティン三重の運営法人である株式会社ヴィアティン三重ファミリークラブが指定管理者に決まり、同社が経費を負担して同競技場を三重県初のJ3リーグ基準を満たすものを目指して改修することになった。

## 施設命名権
2020年（令和2年）4月1日より、四日市市に本社を置きLPガス等の販売を手がける朝日ガスエナジーがヴィアティン三重との間で命名権契約を締結し、朝日ガスエナジー東員スタジアム（あさひガスエナジーとういんスタジアム・略称：アサスタ、英語: ASAHI GAS ENERGY TOIN STADIUM）となった。契約期間は2023年（令和5年）3月31日までの3年間。
2023年2月1日より、四日市市に本社を置き防災用品等の企画・開発・製造および販売を手がける株式会社LA・PITAがヴィアティン三重との間で命名権契約を締結し、「LA・PITA東員スタジアム」（略称：ラピスタ、英語: LA・PITA TOIN STADIUM）となった。契約期間は2026年（令和8年）1月31日までの3年間。

## 施設
- トラック：400m×8レーン、ウレタン舗装
- ピッチ：105m×68m
- 収容人数：5,142人（うちメインスタンド：1,950人）[6]
- 照明塔：4基（2023年3月開設）[7]
  - J3リーグ昇格に際して必要とされるJ3ライセンスにおいても2023年からナイター照明塔（1500lux以上）の設置が義務付けになったため。2023年JFL[8]では7ｰ9月にナイター3試合、薄暮1試合を実施予定。
- 駐車場：あり

## アクセス
- 三岐鉄道北勢線 東員駅より徒歩で約20分[6]。
- 三岐鉄道三岐線 北勢中央公園口駅より徒歩で約30分[6]。
- 三岐鉄道北勢線 東員駅より、東員町オレンジバスに乗車、「競技場」停留所下車[6]。
- 東海環状自動車道 東員ICより、北へ車で約5分。

## 東員町スポーツ公園の施設
- 東員町中央球場
- 東員町中央テニスコート
- 東員町民プール